# Robert Kasting
Robert A. "Bob" Kasting, född 28 augusti 1950 i Ottawa i Ontario, är en kanadensisk före detta simmare.
Kasting blev olympisk bronsmedaljör på 4 x 100 meter medley vid sommarspelen 1972 i München.